# Май, Райнхард
Райнхард Май (нем. Reinhard Friedrich Michael Mey; р. 21 декабря 1942, Берлин) — немецкий музыкант, певец, композитор, один из самых популярных бардов Германии. Псевдонимы: Frédérik Mey (во Франции), а также Alfons Yondraschek и Rainer May.

## Очерк биографии и творчества
Райнхард Май родился в берлинском районе Вильмерсдорф (нем: Bezirk Wilmersdorf); второй ребёнок в семье; родители: отец — адвокат Герхард Май, мать — учительница Герта Май (девичья фамилия Кох). Посещал Французскую гимназию в Берлине, после чего учился там же на экономиста в Техническом университете (образование не закончил). Систематического музыкального образования не получил. В детстве брал уроки фортепиано, самостоятельно выучился играть на гитаре и трубе. Помимо Германии, Май добился славы в Бельгии и Франции.
Помимо Германии гастролировал во Франции (под псевдонимом Frédérik Mey исполнял свои песни в переводе на французский язык), Нидерландах, Австрии, Швейцарии. Самая популярная песня Р. Мая — «Над облаками» («Über den Wolken»). Среди других известных песен: «Доброй ночи, друзья» («Gute Nacht, Freunde»), «Как в былые времена» («Wie vor Jahr und Tag»), «Аннабель», «Убийца – всегда садовник» («Der Mörder ist immer der Gärtner»). 
Май ─ убежденный вегетарианец, выступал  в защиту прав животных. Получил лицензии на управление самолетом и вертолетом.

### Семья
Первый брак Райнхарда Мая продлился девять лет (1967—1976). От второго брака (1976) у Мая два сына — Фредерик (1976) и Максимилиан (1982-2014), и дочь — Виктория-Луиза (1985).

## Дискография
- Ich wollte wie Orpheus singen (1967)
- Frédérik Mey, Vol. 1 (1968)
- Ankomme Freitag, den 13. (1969)
- Aus meinem Tagebuch (1970)
- One Vote for Tomorrow (1970)
- Ich bin aus jenem Holze (1971)
- Mein achtel Lorbeerblatt (1972)
- Frédérik Mey, Vol. 2 (1972)
- Wie vor Jahr und Tag (1974)
- Frédérik Mey, Vol. 3 (1974)
- Ikarus (1975)
- Als de dag van toen (1975)
- Frédérik Mey, Vol. 4 (1976)
- Er zijn dagen… (1976)
- Menschenjunges (1977)
- Keine ruhige Minute (1979)
- Frédérik Mey, Vol. 5 (1979)
- Jahreszeiten (1980)
- Freundliche Gesichter (1981)
- Frédérik Mey, Vol. 6 (1982)
- Die Zwölfte (1983)
- Hergestellt in Berlin (1985)
- Alleingang (1986)
- Balladen (1988)
- Farben (1990)
- Alles geht (1992)
- Immer weiter (1994)
- Leuchtfeuer (1996)
- Flaschenpost (1998)
- Einhandsegler (2000)
- Rüm Hart (2002)
- Nanga Parbat (2004)
- Frédérik Mey, Vol. 7 — douce france (2005)
- Bunter Hund (2007)
- Mairegen (2010)
- Dann mach’s gut (2013)

## Фильмография
- Deutschland, deine Künstler — Reinhard Mey. Dokumentation von Dagmar Wittmers. Ausstrahlung 16. Июля 2008, ARD.